# 夕日ヶ浦木津温泉駅
夕日ヶ浦木津温泉駅（ゆうひがうらきつおんせんえき）は、京都府京丹後市網野町木津にある、WILLER TRAINS（京都丹後鉄道）宮津線の駅である。駅番号はT21。「宮豊線」の愛称区間に含まれている。
2014年（平成26年）に京丹後市の「駅の愛称選定委員会」で公募を経て決定した愛称は「橘の里 夕日ヶ浦駅」。

## 概要
日本国有鉄道（国鉄）、西日本旅客鉄道（JR西日本）時代は、丹後木津駅（たんごきつえき）、北近畿タンゴ鉄道時代は木津温泉駅（きつおんせんえき）と称していたが、列車運行事業がWILLER TRAINSへ移管された際に夕日ヶ浦木津温泉駅となった。
以前は、普通列車のみ停車し、夏季の海水浴シーズンおよび、冬季の松葉ガニシーズンの時を除くと特急や一部の快速は通過していたが、2007年（平成19年）3月18日のダイヤ改正より、全ての列車が毎日停車するようになった。
2025年（令和7年）3月15日より、特急「はしだて」が当駅始発・終着となり、当駅を境に豊岡方面は快速列車として運転される。
丹鉄線内に15駅存在する有人駅であるが、網野駅と同様に、京丹後市に、駅の管理と出改札業務を委託されており（簡易委託駅）、早朝と夜間は無人となる。京都丹後鉄道主要駅と同様に硬券を扱っており、乗車券、自由席特急券、台紙付きの入場券を発行するが、2014年（平成26年）時点ではダッチングマシンは使用されていない。

## 歴史
- 1931年（昭和6年）5月25日：国有鉄道が網野駅から当駅まで延伸したことで開業。当時の駅名は丹後木津駅（たんごきづ）[1][2]。
- 1932年（昭和7年）8月10日：当駅から久美浜間が開業し、舞鶴（現：西舞鶴）駅 - 豊岡駅間が全通。中間駅となる[1]。
- 1962年（昭和37年）10月1日：貨物の取り扱いを廃止[2]。
- 1972年（昭和47年）3月15日：漢字表記はそのままで、よみがなを「たんごきつ」に改める[2]。
- 1984年（昭和59年）2月1日：荷物扱い廃止[2]。
- 1985年（昭和60年）3月14日：駅員無配置駅となる[5]。
- 1987年（昭和62年）4月1日：国鉄分割民営化により、西日本旅客鉄道（JR西日本）の駅となる[1][2]。
- 1990年（平成2年）4月1日：北近畿タンゴ鉄道への宮津線移管により、同鉄道の駅となる。同時に駅名を木津温泉駅に改称[1][2]。
- 2015年（平成27年）4月1日：WILLER TRAINSへの移管により、京都丹後鉄道宮豊線の駅となり、同時に駅名を夕日ヶ浦木津温泉駅に改称[6]。
- 2025年（令和7年）3月15日：特急「はしだて」が当駅始発・終着となる[4]。当駅を境に豊岡方面は快速列車として運転される[4]。

## 駅構造
豊岡方面に向かって右側に単式ホーム1面1線を持つ地上駅である。かつては交換可能駅であったが、交換設備は撤去されており、現在は分岐器や絶対信号機のない停留所に分類される。構内には、交換可能駅であった名残の相対式ホームが残っている。駅舎は改築こそされているものの、趣のある和風建築の駅舎である。
2007年（平成19年）4月1日、駅ホームに足湯「しらさぎの湯」が完成した。原泉掛け流しで、午前9時から午後5時まで利用できる。利用は無料だが、鉄道利用者以外の利用には駅の入場券が必要である。

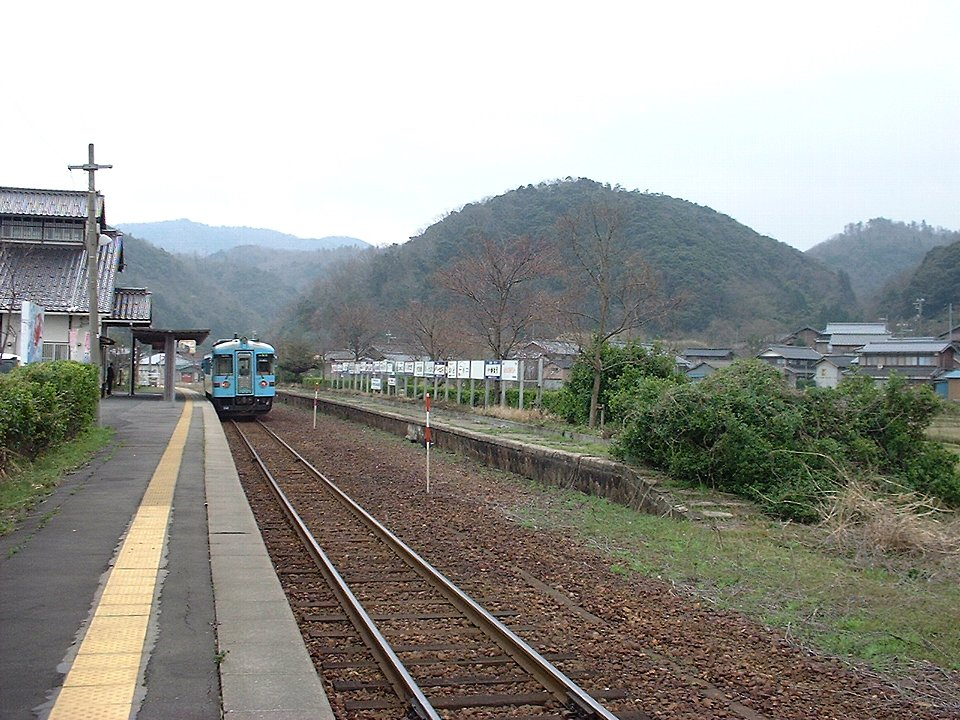
構内 （2004年3月）
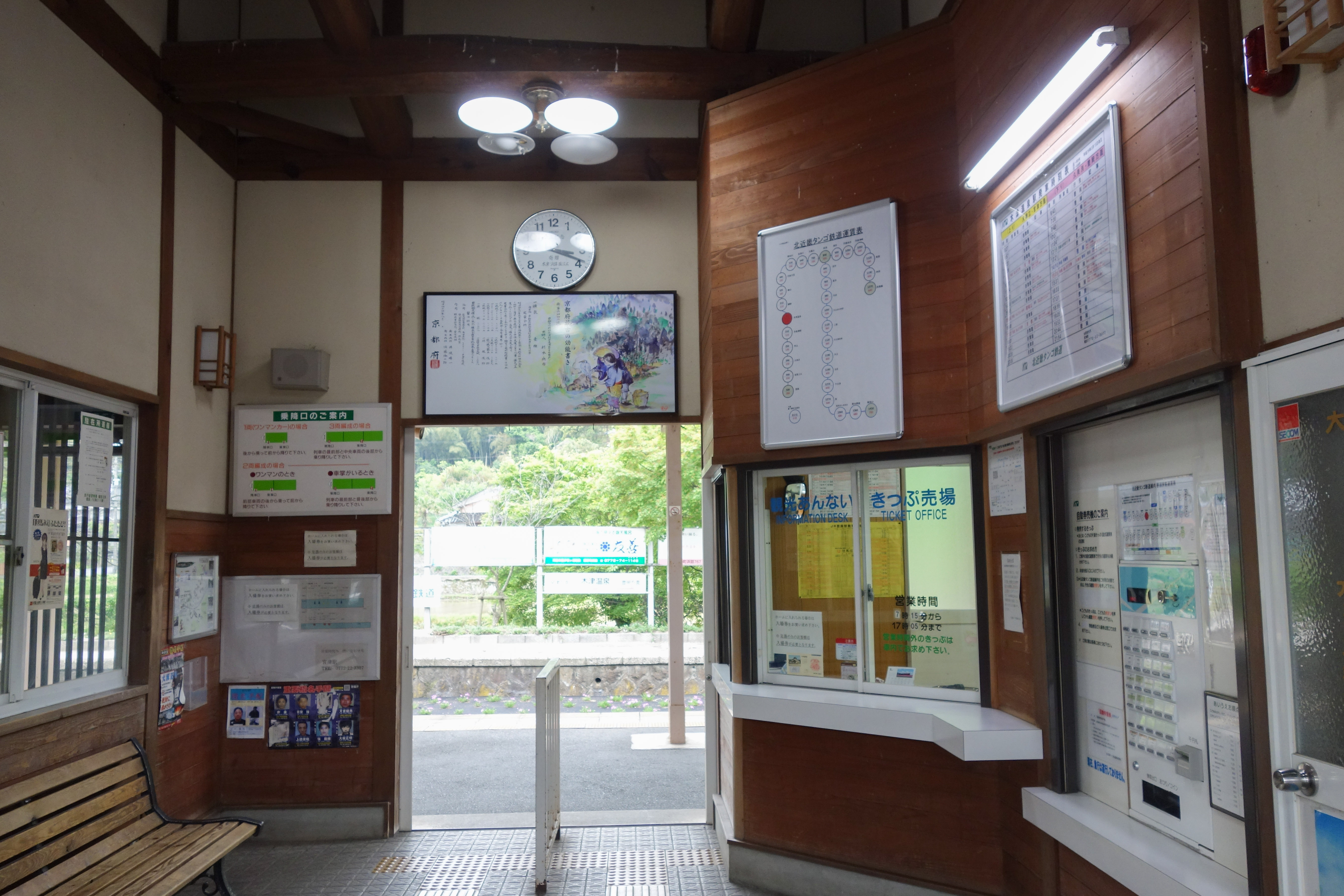
駅舎内 （2014年5月）
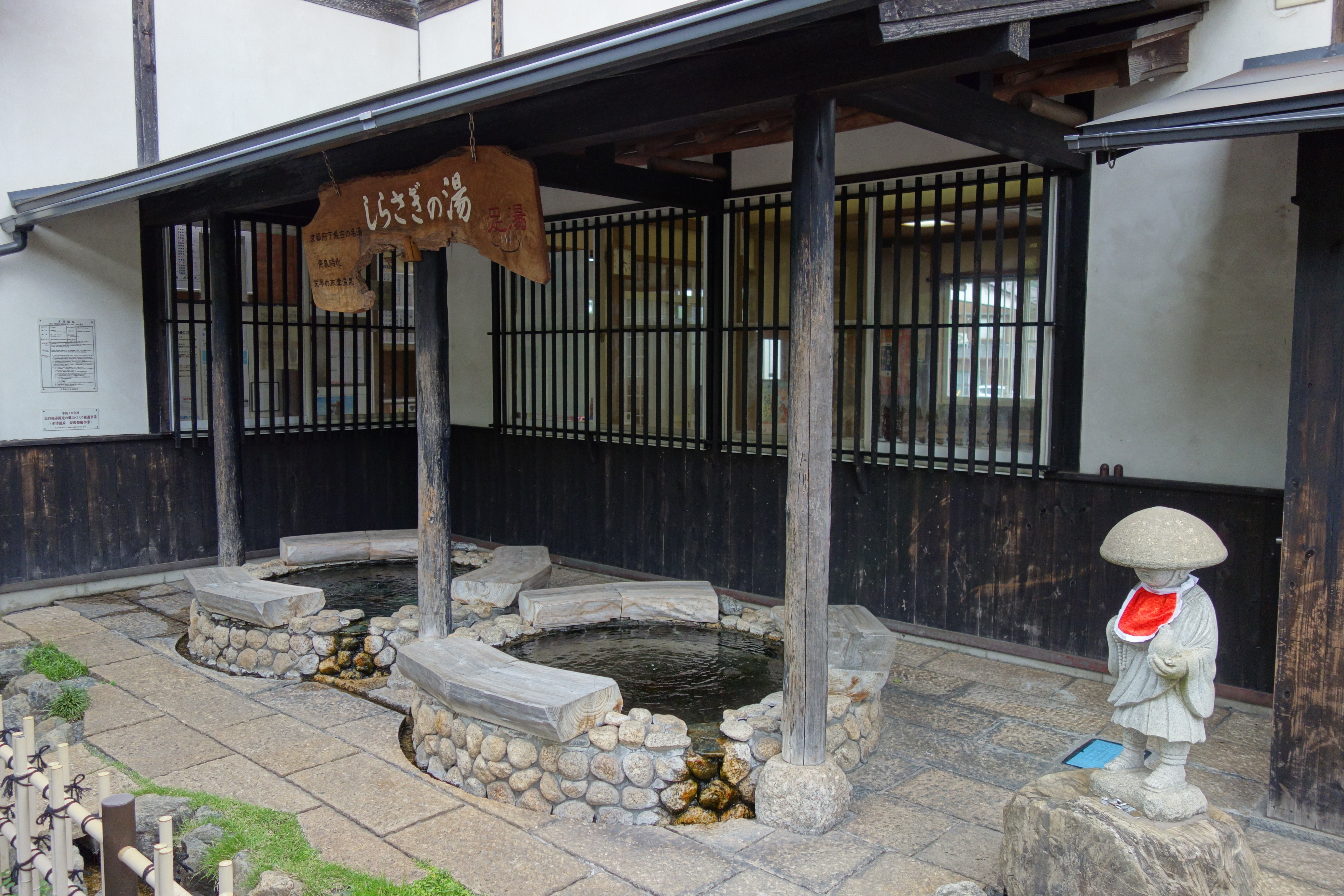
しらさぎの湯（足湯） （2014年）
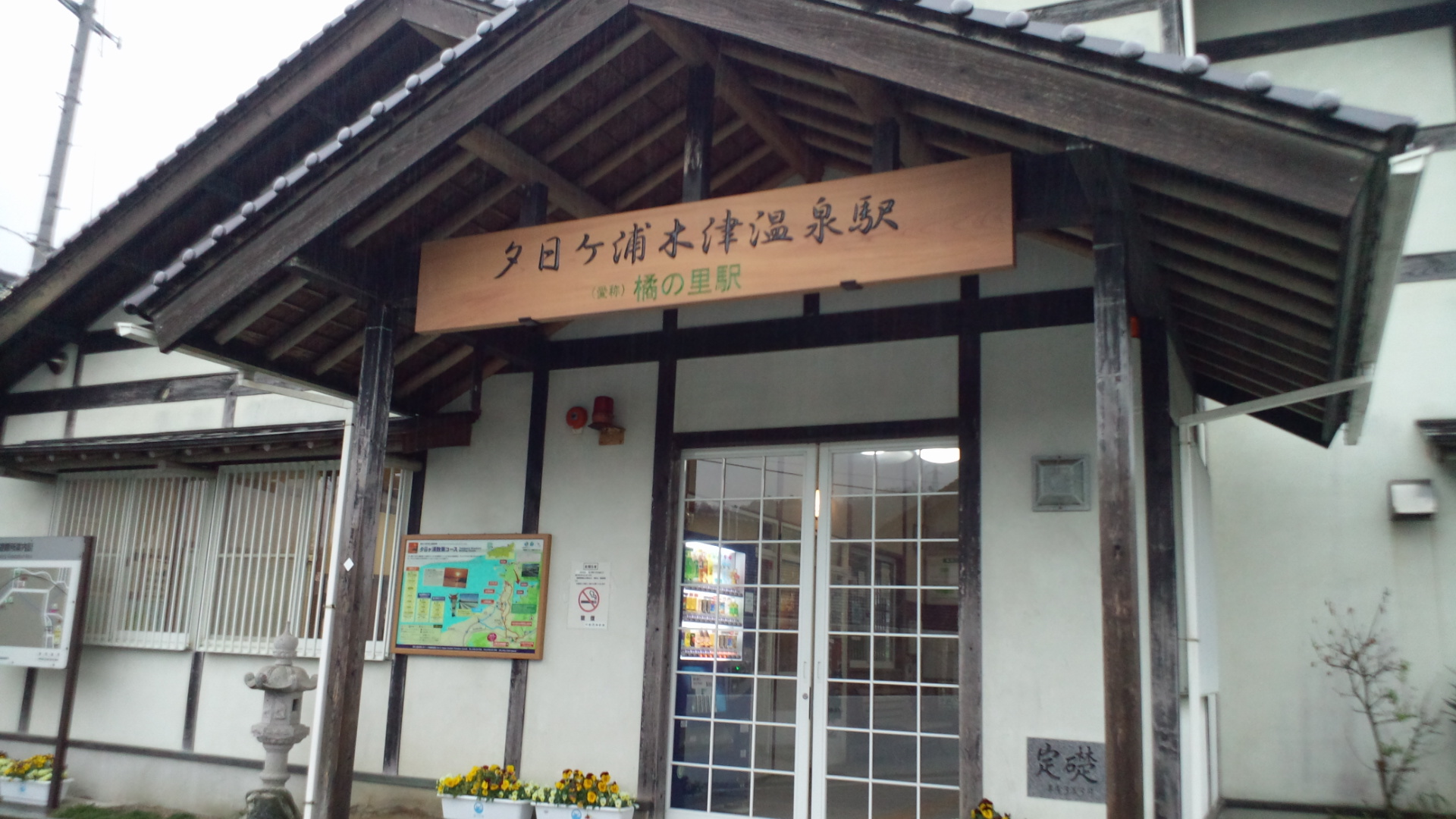
駅名板 （2015年4月）
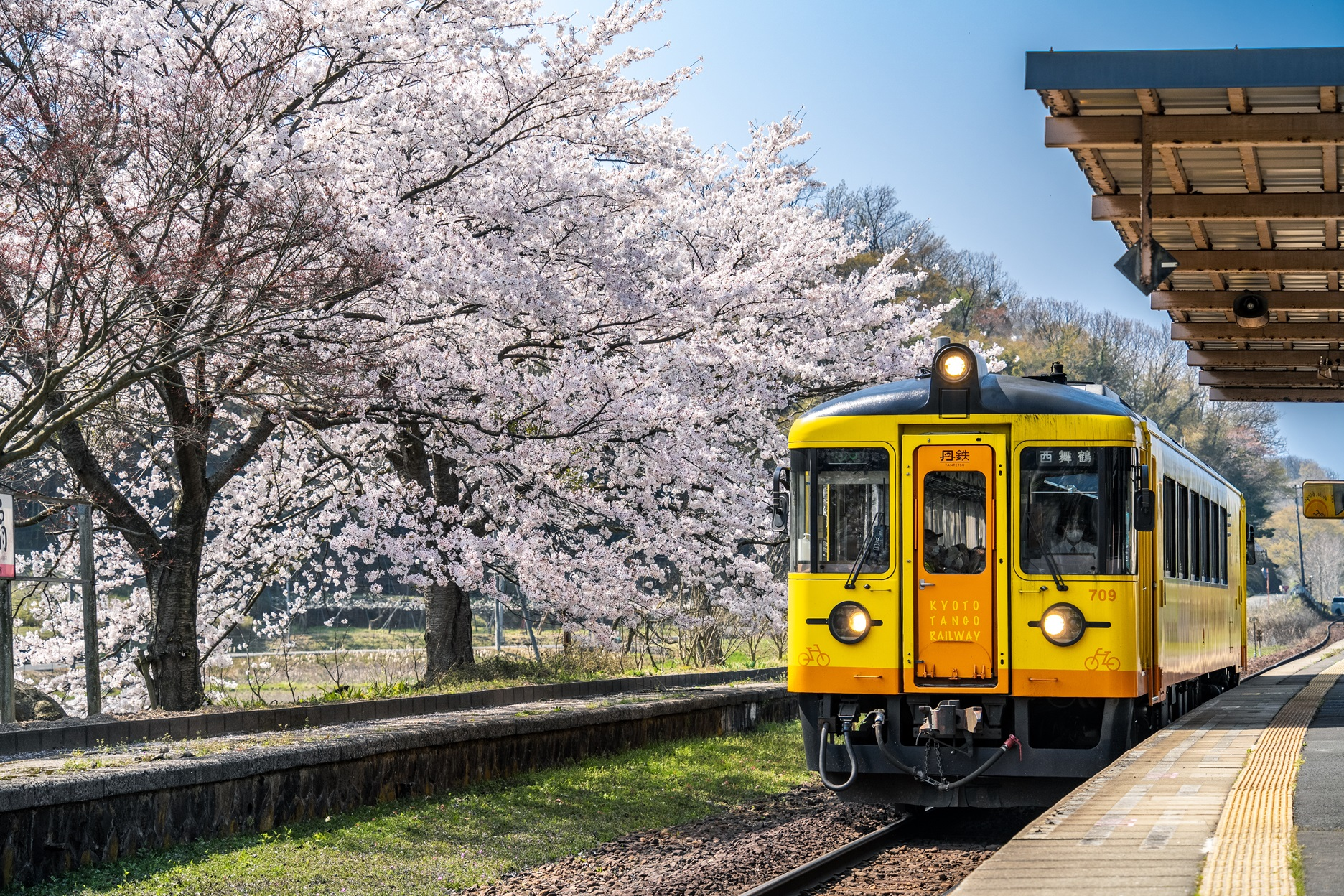
当駅に到着する普通列車 （2023年4月）

## 利用状況
宮津線沿線には海水浴場が多数あるが、当駅も例外ではなく、浜詰海水浴場（当駅からタクシー利用で、約6分）が近くにあり、特急列車も停車する。
1日の平均乗車人員は以下の通りである。
| 乗車人員推移 | 乗車人員推移 |
| 年度         | 1日平均人数  |
| ------------ | ------------ |
| 1999         | 162          |
| 2000         | 156          |
| 2001         | 134          |
| 2002         | 151          |
| 2003         | 145          |
| 2004         | 132          |
| 2005         | 126          |
| 2006         | 123          |
| 2007         | 106          |
| 2008         | 124          |
| 2009         | 123          |
| 2010         | 152          |
| 2011         | 150          |
| 2012         | 140          |
| 2013         | 117          |
| 2014         | 126          |
| 2015         | 145          |
| 2016         | 118          |
| 2017         | 124          |
| 2018         | 104          |
| 2019         | 107          |

## 駅周辺
- 夕日ケ浦観光協会
- 木津温泉
- 夕日ヶ浦温泉
- 浜詰海岸（夕日ヶ浦海岸）

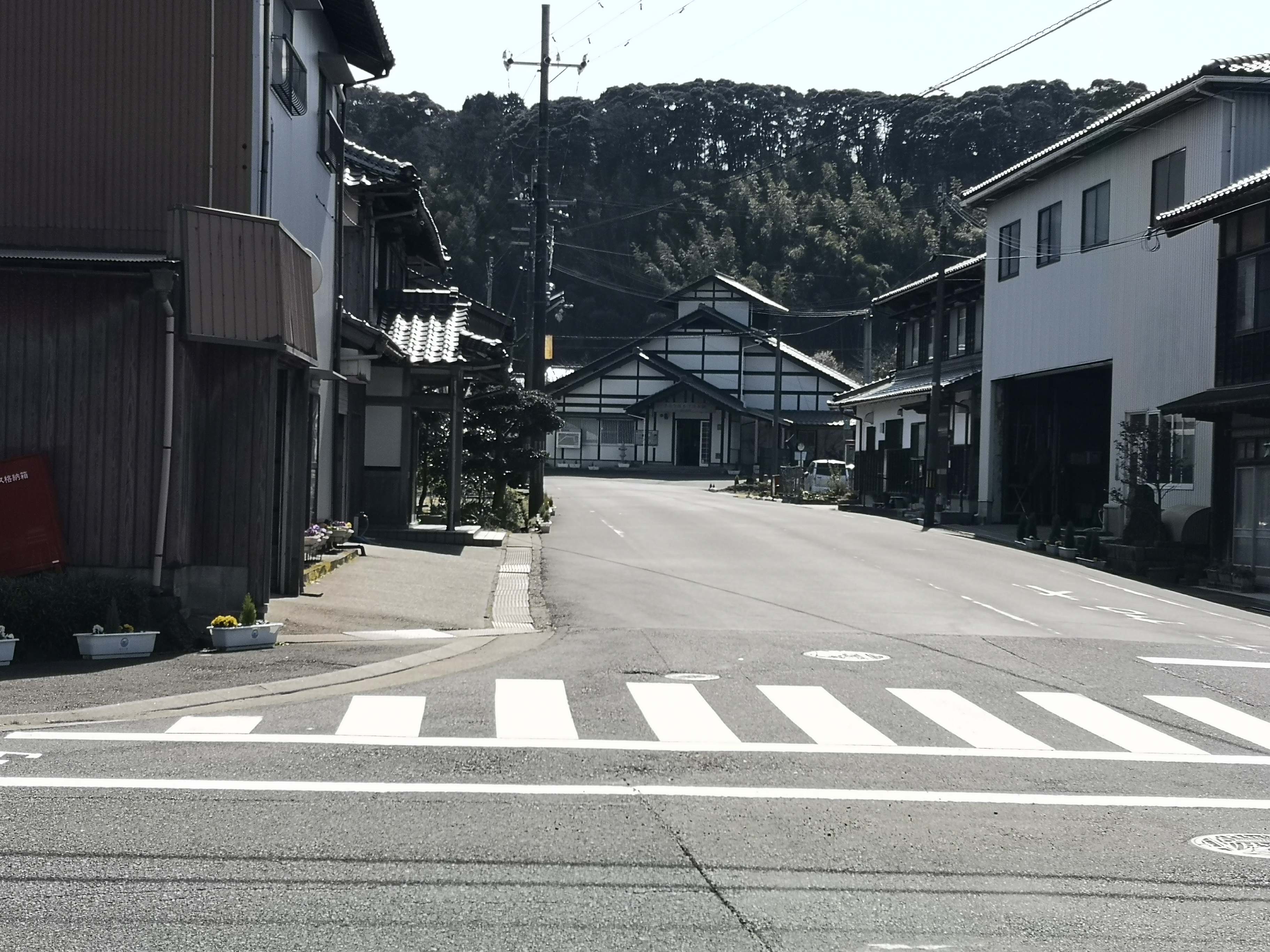
国道178号から見た夕日ヶ浦木津温泉駅舎
（2020年2月）

- 上り山 ‐ 弘化4年（1847年）に隆起した小高い砂丘。
- 京丹後市立橘小学校
- 京丹後市立たちばな保育所
- 京丹後警察署橘駐在所
- 丹後木津（）郵便局[7]
- 国道178号
- 京都府道667号夕日ヶ浦木津温泉停車場線

バス停留所は2003年（平成15年）のダイヤ改正で一旦廃止となったが、2009年（平成21年）10月1日のダイヤ改正で復活した。しかし2024年（令和6年）5月31日をもって再び廃止された。

## 隣の駅
WILLER TRAINS（京都丹後鉄道）
■宮豊線（宮津線）
- 特急「はしだて」停車駅（当駅 - 豊岡駅間は快速）

快速（特急「はしだて」直通）
夕日ヶ浦木津温泉駅（T21）- 久美浜駅（T24）
快速・普通
網野駅（T20）- 夕日ヶ浦木津温泉駅（T21）- 小天橋駅（T22）